# FC Nelson
Der Nelson Football Club ist ein englischer Fußballverein aus dem nordenglischen Nelson.

## Geschichte
Der FC Nelson gründete sich 1882, sieben Jahre später war der Klub Gründungsmitglied der Lancashire League. Dort gewann die Mannschaft 1896 mit 105 Saisontoren in 30 Ligaspielen den Meistertitel. Etwas später wurde der Klub zeitweise von der The Football Association vom Spielbetrieb ausgeschlossen, ehe er ab 1900 wieder in die Lancashire League aufgenommen wurde. 1910 wechselte der Klub in die Lancashire Combination, wo der Klub 1907 in die Division Two abstieg. Nach dem direkten Wiederaufstieg spielte er bis zur Einstellung des Spielbetriebs während des Ersten Weltkriegs wieder in der Division One.
1919 schloss sich der FC Nelson zunächst der Central League an, ehe er 1921 als Gründungsmitglied der Third Division North in die Football League aufgenommen wurde. 1923 gewann der Klub die Liga und stieg in die Second Division auf, beendete aber die Spielzeit 1923/24 gemeinsam mit Mitaufsteiger Bristol City auf einem Abstiegsplatz. Dabei hatte die Mannschaft in der Saisonvorbereitung Real Madrid besiegt. Bis 1931 spielte der Klub wieder in der Third Division North, ehe er auf dem letzten Tabellenplatz liegend nicht wiedergewhält und in der Folge durch den Chester FC ersetzt wurde. Fortan trat die Mannschaft wieder in der Lancashire Combination an.
Nach finanziellen Problemen löste sich der Klub 1936 als Profiverein auf, gleichzeitig gründete sich der Amateurklub Nelson Town. Dieser trat vor dem Zweiten Weltkrieg in der Lancashire Amateur League an, verzichtete aber während des Krieges auf die Teilnahme an der Kriegsmeisterschaft in der Lancashire Combination. Jedoch rekonstituierte sich der Klub 1946 als Profiverein, der anschließend wieder in die Lancashire Combination aufgenommen wurde. Dort gewann die Mannschaft 1950 und 1952 den Meistertitel, Bewerbungen um die Wiederaufnahme in die Football League verliefen jedoch erfolglos. Später stieg der Klub in die Division Two ab, profitierte aber 1968 von der Gründung der Northern Premier League, als etliche Klubs der Lancashire Combination dorthin wechselten. 
Nach Auflösung der Lancashire Combination 1982 wechselte der FC Nelson in die neu gegründete North West Counties Football League. Nach finanziellen Problemen und mit dem Stadion wechselte er Ende des Jahrzehnts in die West Lancashire Football League, kehrte aber 1992 in die Second Division der North West Counties Football League zurück. 2006 stieg er in die First Division auf. Erneut kamen Probleme auf, so dass der Klub sich 2010 vom Spielbetrieb im Erwachsenenbereich zurückzog. Nach einem Jahr Pause nahm der Klub 2011 wieder an der North West Counties Football League teil, wo sie 2014 in die Premier Division aufstieg. 2017 stieg der Klub wieder in die Division One ab, wo er im Folgejahr von der Aufstockung und Aufsplittung der Liga profitierte und fortan in der Division One North antrat.